# Prague Open 2000
Il Prague Open 2000 è stato un torneo di tennis facente parte della categoria ATP Challenger Series nell'ambito dell'ATP Challenger Series 2000. Il torneo si è giocato a Průhonice, Praga in Repubblica Ceca dal 4 al 10 dicembre 2000 su campi in cemento indoor.

## Vincitori

### Singolare
Jan Vacek ha battuto in finale  Ivo Heuberger con il punteggio di 6(7)–7, 7–5, 6–3

### Doppio
Kristian Pless /  Aisam-ul-Haq Qureshi hanno battuto in finale  Ivo Heuberger /  Ville Liukko con il punteggio di 6–4, 6–4